# 水陸両用機

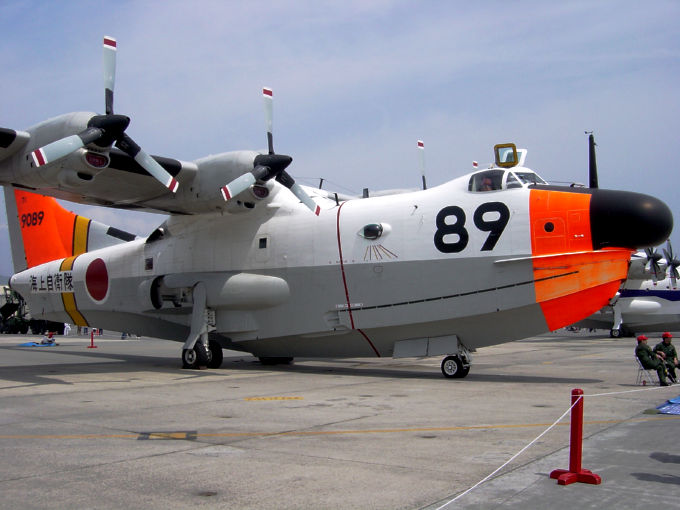
新明和US-1A飛行艇。格納式の車輪がついている。岩国基地にて。

水陸両用機（すいりくりょうようき、英語: amphibious aircraft または英語: amphibian）は、陸上と水面の両方から離着陸が可能な航空機である。固定翼の水陸両用機は、水上機（飛行艇およびフロート水上機）に格納可能な車輪を装備したものである。代わりに、陸上専用または水上専用に設計された飛行機に比べて、重く複雑で、航続距離と燃費が劣っている。水陸両用機のいくつかには、スキーの役割をする強化された竜骨が組み込まれており、これによって車輪を上げたまま雪や氷の上に着陸可能なので、tri-phibianと呼ばれることもある。

## 設計
フロート水上機の多くはフロートを車輪のついた着陸脚と交換できる（こうすると、通常の陸上機になる）が、これは、フロートの中に格納式の車輪があるDHC オッターの水陸両用バージョンのように、実用的な水陸両用機とは言えない時もある。
多くの水陸両用機は、飛行艇タイプである。この形式の飛行機や、（ローニング OLのように）機体中央の下部に一本のメイン・フロートをもつフロート水上機は、翼端が水面を叩かないように、横安定性を提供するアウトリガー・フロートが必要である。翼端が高速で水面を叩くと機体が破損する可能性があり、また、翼端が水に浸かったままだと、水が入って沈んでしまう可能性があるからである。アウトリガー・フロートによって重量や抵抗が増えるのに加えて、水陸両用機は、滑走路で運用するときに、これがぶつかる可能性がある。一般的な解決方法は、カタリナのように格納式にすることだが、固定式のフロートにくらべて更に重くなる。いくつかの機体は、地上から運用するときは翼端のフロートが取り外せる。ドルニエ シースターのように、スポンソンと呼ばれるスタブ・ウィングを、必要な安全性を得るために使うものもある。これに対して、フロート水上機タイプの水陸両用機は、普通は双胴船のように浮力を二つのフロートに振り分けているので、このような問題は起こらない。
水陸両用でない水上機のいくつかは、（新明和PS-1のように）専用のビーチング・ギアで運ばれるので、水陸両用機と勘違いされることがある。
通常、ビーチング・ギアは車輪のついた台車か、一時的に取り付けられる車輪で、飛行艇やフロート水上機を水から引き揚げ、地上を移動させるために使われるが、通常の着陸装置に見えることもある。これらは、航空機の着陸の衝撃に耐えられるように作られてはいない。水陸両用機は、ビーチング・ギア（またはそれに類するもの）を取り付けるために誰かが水中に入る必要なしに、水を離れることが出来る。しかし、完全に機能する着陸装置は重く、飛行機の性能に影響を与え、全ての場合に必要というわけでもないので、自分自身のビーチング・ギアを運ぶように設計される飛行機もある。

## 危険性
水陸両用機に時々おこる問題は、着陸時に車輪が正しい位置にあることを保証することである。通常の運用では、パイロットはチェック・リストを使って各項目を確認する。水陸両用機は、車輪を上げた位置でも下げた位置でも着陸できるので、パイロットは、着陸する場所に応じて車輪が正しい位置にあるように、特別な注意を払わなければならない。車輪を上げたまま地上に着陸すると竜骨に損傷を与える可能性があり（ただし、濡れた草の上に着陸するのは、純粋な飛行艇のパイロットが時々使う技術である）、逆に車輪を下げたまま着水すると、ほとんど間違いなく機体が上下逆さになってしまい、重大な損傷の原因になる可能性がある。

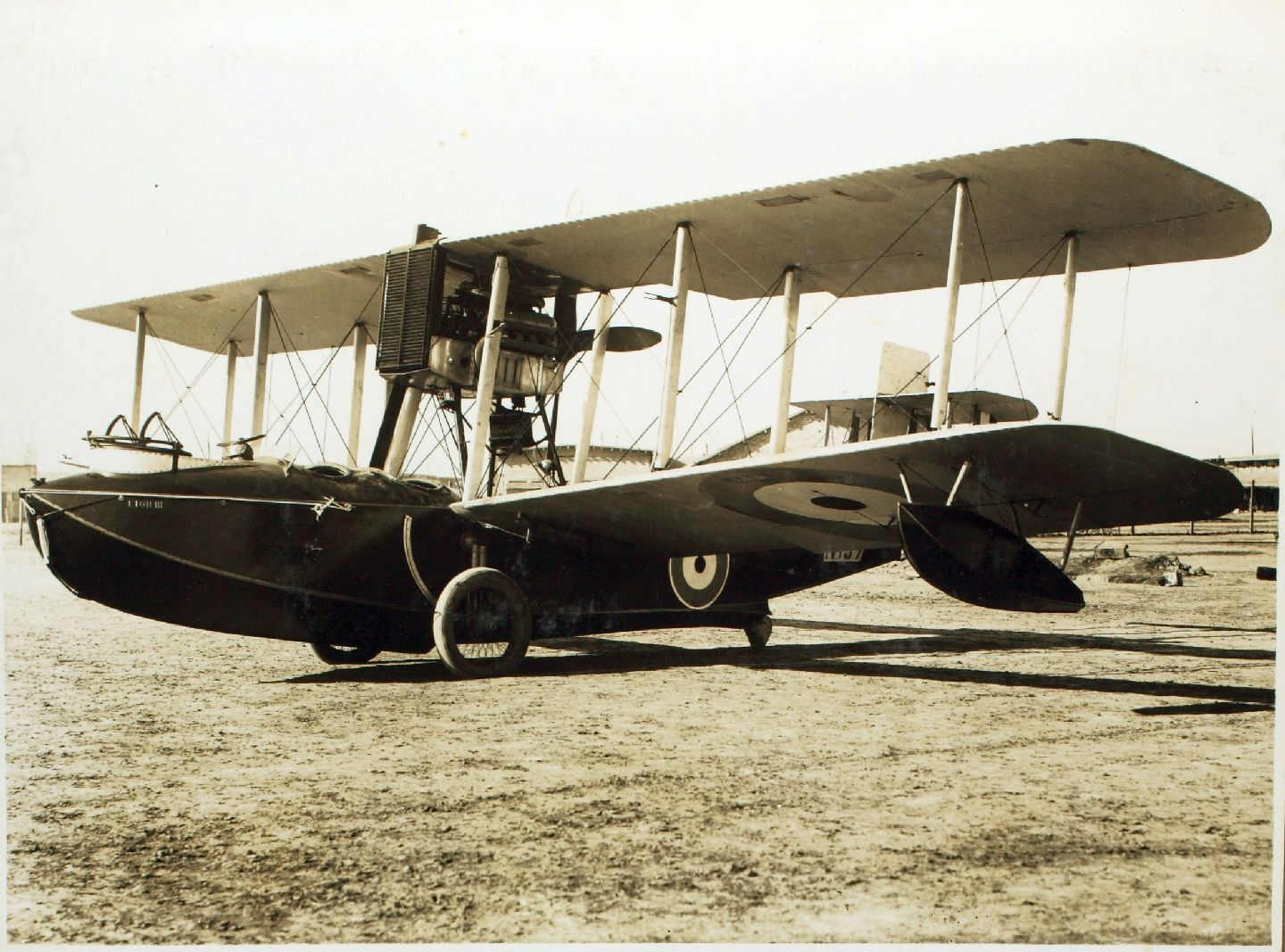
ビッカース バイキング 初期の水陸両用機

## 使用
水陸両用機は、同等の陸上機に比べて、より重く、遅く、複雑で、高価であるが、より多用途に使える。垂直に離着陸することはできないが、いくつかの仕事はヘリコプターの代わりにうまくこなすことが可能で、その場合の費用は（ヘリコプターに比べれば）非常に安い。水陸両用機は、同等のヘリコプターにくらべて高速かつ長い航続距離をもたせることが可能で、陸上機の航続距離にほぼ達する場合もある。飛行機の翼は、ヘリコプターのローターよりも効率的だからである。このため、アルバトロスや新明和US-1Aのような水陸両用機は、長距離の海難救助任務に適している。加えて、水陸両用機は、遠隔地への軽輸送を担う「ブッシュプレーン」に、特に適している。このような場所では、臨時の滑走路からだけではなく、湖や河川からの運用も必要になる。

## 歴史
イギリスは伝統的な海洋国家であるが、多くの水陸両用機を二つの大戦の間に製造した。これは1918年のビッカース バイキングや1920年代初期のスーパーマリン シーガルに始まり、探検や軍用に使われた。これには捜索救助、砲兵観測、それに対潜パトロールが含まれていた。戦間期のこの進歩は、第二次世界大戦直後のスーパーマリン シーガルで頂点に達し、戦争中のウォーラスやシーオッターを置き換えたが、ヘリコプターの進歩に追い越されてしまった。

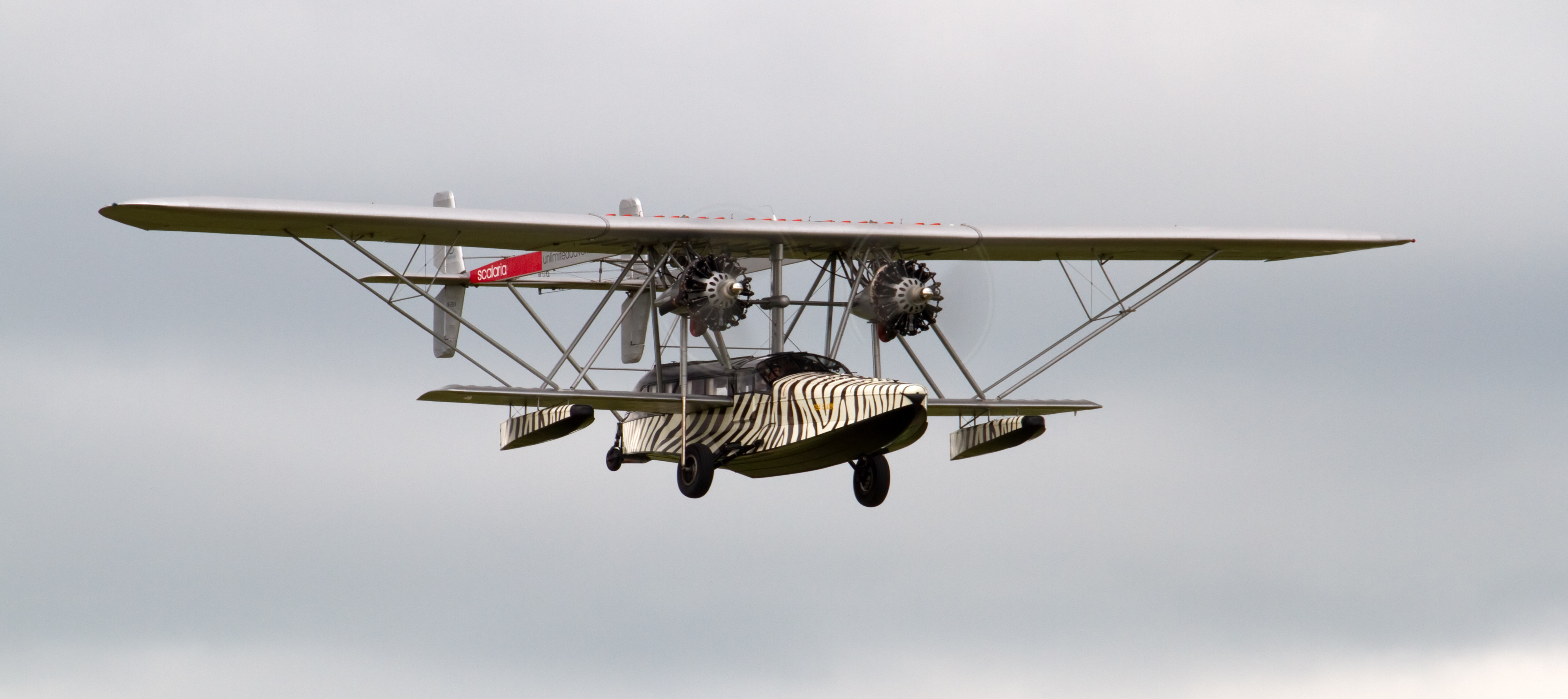
マーティン&オサ・ジョンソンの「オサの方舟(Osa's Ark)」- 1930年代にアフリカの探検に使われたシコルスキー S-38 - のレプリカ

1920年中盤から1930年代後半にかけてのアメリカ合衆国では、シコルスキー・エアクラフトが水陸両用機の豊富なファミリー（シコルスキー S-34、シコルスキー S-36、シコルスキー S-38、シコルスキー S-39、シコルスキー S-41、シコルスキー S-43）を生産し、探検や、世界中の航空会社の飛行機として広く使われた。大きな飛行艇では行くことができない、多くの海外の空路で開拓者を助け、また、アメリカにおける水陸両用機の普及を助けた。グラマンは後から参入したが、二機の軽量な汎用水陸両用機、グラマン G-21とグラマン ウィジョンを、1930年代後半に、民間向けに発表した。しかし、その軍事的な潜在能力は無視できないもので、第二次世界大戦中、アメリカ軍とその同盟国によって、多くの注文がなされた。コンソリデーテッド カタリナ（1930年代に、シコルスキーやダグラス ドルフィンを含む水陸両用機の利用によって、一部に人気になったサンタカタリナ島にちなむ）も、戦争中に純粋な飛行艇から水陸両用機に再設計されたが、これは偶然ではなかった。戦後、アメリカ軍は何百機ものグラマン アルバトロスとその派生型を様々な用途で注文した。しかし、純粋な飛行艇は、最高の水上機でも運用できないような状態の海上でも運用できるヘリコプターに取って代わられた。

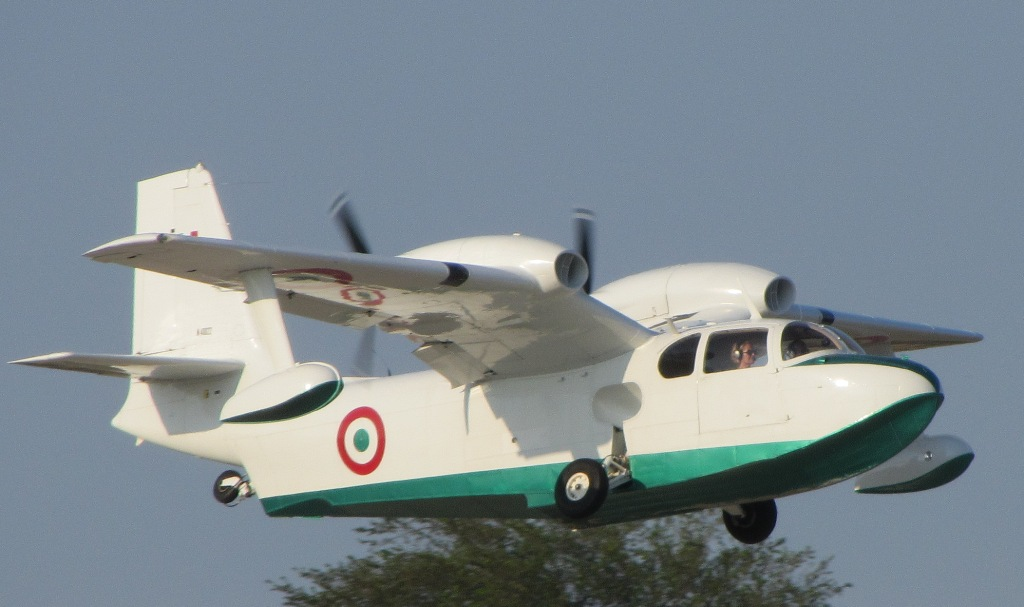
イタリア空軍のピアッジョ P.136。離水中に、水陸両用機の特徴である車輪を折りたたんでいるところ。

水陸両用機の開発はイギリスとアメリカに限られていなかったが、いくつかの設計は業務が限定されたものではなかったので、着陸脚の重さによる不利にもかかわらず、純粋な飛行艇やフロート水上機よりも、広い範囲で優先して使われた。しかし、ロシアもまたいくつかの重要な飛行艇を開発した。戦前に広く使用されたシャブロフ Sh-2汎用飛行艇や、戦後のベリーエフ Be-12対潜哨戒水陸両用機である。水陸両用機の開発は、ロシアではジェットエンジンのベリーエフ Be-200で続けられた。地中海とアドリア海に面したイタリアは、水上の航空機に関して長い歴史を持っており、それは初めて飛行したイタリア製の航空機に遡る。ほとんどは水陸両用機ではないが、サヴォイア・マルケッティ S.56Aやピアッジョ P.136のような、少数の水陸両用機もある。
水陸両用機は、アラスカやカナダ北部の厳しい地形で特に有用である。そこでは、遠隔地から外の世界への生命線を提供する民間の代理役務のために、多くの水陸両用機が使われ続けている。
カナディアン・ヴィッカース ビデットは、遠隔地の森林パトロールのために開発され、以前はカヌーで数週間かかっていた任務が、数時間で完了できるようになった。これは、森林の維持に革命をもたらした。しかし、成功はしたものの、結局は水陸両用フロート水上機より汎用性が劣るような水陸両用飛行艇は、かつてのように一般的ではなくなっていった。どんな飛行機にでもつけられるような水陸両用のフロートが開発され、それによってどんな飛行機も水陸両用にすることが出来るようになり、夏の間は開けた地形が水面しかないような、より遠い遠隔地にも行くことが出来るようになった。
水陸両用フロート水上機は増加したが、小さな水陸両用飛行艇は1960年代まで開発が続けられた。リパブリック RC-3 シービーやレイク バッカニアなどが開発されたが、メーカーがコントロールしても、商業的にはあまり成功しなかった。今日では、ホームビルトも多い。これは、開発コストが見合うほど要求が小さいからで、フォルマー VJ-22などが人気である。遠隔地の小空港の能力の向上にともなって、水陸両用機はかつてに比べて少ししか製造されていないが、ボンバルディア CL-415やセスナ 208の水陸両用フロート装着バージョンのような一握りの水陸両用機は、生産が続けられている。